# Chennaiyin Football Club 2019-2020
Questa voce raccoglie le informazioni riguardanti il Chennaiyin nelle competizioni ufficiali della stagione 2019-2020.

## Maglie e sponsor
| Casa | Trasferta |

## Organico

### Rosa
| N. |                        | Ruolo | Calciatore            |
| -- | ---------------------- | ----- | --------------------- |
| 1  | India (bandiera)       | P     | Karanjit Singh        |
| 3  | India (bandiera)       | D     | Tondonba Singh        |
| 5  | Afghanistan (bandiera) | D     | Masih Saighani        |
| 6  | Romania (bandiera)     | D     | Lucian Goian          |
| 7  | India (bandiera)       | A     | Lallianzuala Chhangte |
| 8  | India (bandiera)       | C     | Edwin Sydney Vanspaul |
| 9  | Lituania (bandiera)    | C     | Nerijus Valskis       |
| 10 | Romania (bandiera)     | C     | Dragoș Firțulescu     |
| 11 | India (bandiera)       | C     | Thoi Singh            |
| 12 | India (bandiera)       | A     | Jeje Lalpekhlua       |
| 13 | Brasile (bandiera)     | D     | Eli Sabiá             |
| 15 | India (bandiera)       | C     | Anirudh Thapa         |
| 16 | India (bandiera)       | C     | Sinivasan Pandiyan    |
| 17 | India (bandiera)       | C     | Dhanpal Ganesh        |

| N. |                    | Ruolo | Calciatore                   |
| -- | ------------------ | ----- | ---------------------------- |
| 18 | India (bandiera)   | D     | Jerry Lalrinzuala            |
| 22 | India (bandiera)   | C     | Deepak Tangri                |
| 24 | India (bandiera)   | A     | Rahim Ali                    |
| 25 | India (bandiera)   | D     | Zohmingliana Ralte           |
| 26 | India (bandiera)   | D     | Laldinliana Renthlei         |
| 27 | Malta (bandiera)   | A     | André Schembri               |
| 28 | India (bandiera)   | C     | Germanpreet Singh            |
| 31 | India (bandiera)   | P     | Vishal Kaith                 |
| 33 | India (bandiera)   | P     | Sanjiban Ghosh               |
| 35 | India (bandiera)   | D     | Hendry Antonay               |
| 37 | India (bandiera)   | D     | Reamsochung Chongapipa Aimol |
| 42 | India (bandiera)   | P     | Samik Mitra                  |
| 45 | India (bandiera)   | A     | Bawlte Rohminthanga          |
| 50 | Brasile (bandiera) | A     | Rafael Crivellaro            |

### Staff tecnico
- Owen Coyle - Allenatore
- Sandy Stewart - Vice allenatore
- Syed Sabir Pasha  - Vice allenatore
- Karanjit Singh  - Allenatore portieri

### Cambio di allenatore
| Allenatore in uscita | Fino al          | Allenatore in entrata | A partire dal   |
| -------------------- | ---------------- | --------------------- | --------------- |
| John Gregory         | 30 novembre 2019 | Owen Coyle            | 3 dicembre 2019 |

## Calciomercato
| Acquisti | Acquisti                     | Acquisti           | Acquisti   |
| R.       | Nome                         | da                 | Modalità   |
| -------- | ---------------------------- | ------------------ | ---------- |
| P        | Karanjit Singh               |                    |            |
| P        | Vishal Kaith                 | Pune City          | Svincolato |
| P        | Sanjiban Ghosh               |                    |            |
| D        | Lucian Goian                 | Mumbai City        | definitivo |
| D        | Masih Saighani               | Abahani Ltd. Dacca | Svincolato |
| D        | Eli Sabiá                    |                    |            |
| D        | Jerry Lalrinzuala            |                    |            |
| D        | Laldinliana Renthlei         |                    |            |
| D        | Zohmingliana Ralte           |                    |            |
| D        | Hendry Antonay               |                    |            |
| D        | Reamsochung Chongapipa Aimol |                    |            |
| C        | Edwin Sydney Vanspaul        | Chennai City       | definitivo |
| C        | Germanpreet Singh            |                    |            |
| C        | Dragoș Firțulescu            | Dunav Ruse         | definitivo |
| C        | Anirudh Thapa                |                    |            |
| C        | Thoi Singh                   |                    |            |
| C        | Deepak Tangri                | Indian Arrows      | definitivo |
| C        | Dhanpal Ganesh               |                    |            |
| C        | Nerijus Valskis              | Hapoel Tel Aviv    | definitivo |
| A        | Jeje Lalpekhlua              |                    |            |
| A        | Bawlte Rohminthanga          |                    |            |
| A        | Rahim Ali                    | Indian Arrows      | definitivo |
| A        | André Schembri               |                    | svincolato |
| A        | Lallianzuala Chhangte        | Delhi Dynamos      | definitivo |
| A        | Rafael Crivellaro            |                    | svincolato |

| Cessioni | Cessioni          | Cessioni           | Cessioni   |
| R.       | Nome              | a                  | Modalità   |
| -------- | ----------------- | ------------------ | ---------- |
| D        | Maílson Alves     | Abahani Ltd. Dacca | definitivo |
| C        | Raphael Augusto   |                    | Svincolato |
| C        | Francis Fernandes |                    | Svincolato |
| C        | Bedashwor Singh   | TRAU               | definitivo |

## Risultati

### Indian Super League
| Arbitro: | Banerjee P. |

|                                                            |           |  |
| Seiminlen Doungel 31’ Ferran Corominas 62’ Carlos Peña 81’ | Marcatori |  |

| Chennai 27 ottobre 2019, ore 19:00 UTC+5:30 2ª giornata | Chennaiyin     | 0 – 0 referto | Mumbai City | Marina Arena\| Arbitro: \| Kumar Gupta R. \| |
| Arbitro:                                                | Kumar Gupta R. |               |             |                                              |

| Arbitro: | Saha R. |

|  |           |                    |
|  | Marcatori | 49’ David Williams |

| Arbitro: | Meetei A. |

|                                                             |           |  |
| Erik Paartalu 14’ Sunil Chhetri 25’ Thongkhosiem Haokip 84’ | Marcatori |  |

| Arbitro: | Meetei A. |

|                                            |           |                         |
| André Schembri 90+2’ Nerijus Valskis 90+6’ | Marcatori | 90+5’ Matthew Kilgallon |

| Arbitro: | Bora U. |

|                          |           |                                         |
| Nerijus Valskis 51’, 71’ | Marcatori | 54’ Xisco Hernández 82’ Aridane Santana |

| Arbitro: | Crystal J. |

|                       |           |                     |
| Isaac Vanmalsawma 89’ | Marcatori | 26’ Nerijus Valskis |

| Arbitro: | Banerjee P. |

|                          |           |                                                |
| Martín Cháves 43’ (Rig.) | Marcatori | 17’ Masih Saighani 90+4’ Lallianzuala Chhangte |

| Arbitro: | Thakur O. P. |

|                                                                 |           |                         |
| André Schembri 4’ Lallianzuala Chhangte 32’ Nerijus Valskis 40’ | Marcatori | 15’ Bartholomew Ogbeche |

| Arbitro: | Bora U. |

|                                                 |           |                                                                              |
| André Schembri 57’ Rafael Crivellaro 59’, 90+1’ | Marcatori | 26’ Ahmed Jahouh 41’ Brandon Fernandes 45’ Hugo Boumous 63’ Ferran Corominas |

| Arbitro: | Saha R. |

|                                         |           |  |
| Jerry Mawihmingthanga 37’ Vinit Rai 41’ | Marcatori |  |

| Arbitro: | Bakshi R. |

|                |           |                                                |
| Marcelinho 88’ | Marcatori | 40’ Rafael Crivellaro 43’, 65’ Nerijus Valskis |

| Arbitro: | Kasymov S. |

|                                           |           |  |
| Rafael Crivellaro 57’ Nerijus Valskis 59’ | Marcatori |  |

| Arbitro: | Bora U. |

|                                                                       |           |                   |
| Nerijus Valskis 13’, 75’ André Schembri 43’ Lallianzuala Chhangte 87’ | Marcatori | 71’ Sergio Castel |

| Arbitro: | Bora U. |

|                                               |           |                                                                                        |
| Bartholomew Ogbeche 48’, 65’ Raju Gaikwad 76’ | Marcatori | 40’, 45+2’ Rafael Crivellaro 45’, 90+2’ Nerijus Valskis 59’, 80’ Lallianzuala Chhangte |

| Chennai 9 febbraio 2020, ore 19:00 UTC+5:30 16ª giornata | Chennaiyin | 0 – 0 referto | Bengaluru | Marina Arena (10 953 spett.)\| Arbitro: \| C. John \| |
| Arbitro:                                                 | C. John    |               |           |                                                       |

| Arbitro: | Aljaafari M. T. |

|                 |           |                                                               |
| Roy Krishna 40’ | Marcatori | 7’ Rafael Crivellaro 40’ André Schembri 90+5’ Nerijus Valskis |

| Arbitro: | Kumar Gupta R. |

|  |           |                  |
|  | Marcatori | 84’ Lucian Goian |

### Semifinali
| Arbitro: | Abdulnabi A. |

|                                                                            |           |                  |
| Lucian Goian 55’ Anirudh Thapa 62’ Eli Sabiá 77’ Lallianzuala Chhangte 79’ | Marcatori | 85’ Saviour Gama |

| Arbitro: | Tantashev I. |

|                                                              |           |                                               |
| Lucian Goian 10’ (A.g.) Mourtada Fall 22’, 83’ Edu Bedia 82’ | Marcatori | 52’ Lallianzuala Chhangte 59’ Nerijus Valskis |

### Finale
| Arbitro: | Kasymov S. |

|                                          |           |                     |
| Javi Hernández 10’, 90+4’ Edu García 48’ | Marcatori | 69’ Nerijus Valskis |

| ATK | Chennaiyin |

|                     |    |                      |       |         |           |
|                     |    |                      |       |         |           |
| GK                  | 29 | Arindam Bhattacharya |       |         |           |
| CB                  | 20 | Pritam Kotal         |       |         |           |
| CB                  | 4  | John Johnson         |       |         |           |
| CB                  | 2  | Sumit Rathi          |       |         |           |
| RM                  | 33 | Prabir Das           |       |         |           |
| CM                  | 19 | Javi Hernández       | 90+4’ |         | 10’ 90+4’ |
| CM                  | 25 | Michael Regin        | 59’   | 66’     |           |
| CM                  | 10 | Edu García           |       |         | 48’       |
| LM                  | 23 | Michael Soosairaj    |       |         |           |
| CF                  | 21 | Roy Krishna (c)      |       | 40’     |           |
| CF                  | 9  | David Joel Williams  |       |         |           |
| A disposizione:     |    |                      |       |         |           |
| MF                  | 17 | Pronay Halder        |       | 66’     |           |
| FW                  | 22 | Jobby Justin         |       |         |           |
| MF                  | 18 | Víctor Mongil        |       | 84’     |           |
| FW                  | 16 | Jayesh Rane          |       |         |           |
| GK                  | 1  | Dheeraj Singh        |       |         |           |
| FW                  | 15 | Balwant Singh        |       |         |           |
| DF                  | 3  | Mandi                | 51’   | 40’ 84’ |           |
| Allenatore          |    |                      |       |         |           |
| Antonio López Habas |    |                      |       |         |           |

|                 |    |                       |     |     |     |
|                 |    |                       |     |     |     |
| GK              | 31 | Vishal Kaith          |     |     |     |
| RB              | 26 | Laldinliana Renthlei  |     |     |     |
| CB              | 13 | Eli Sabiá             | 88’ |     |     |
| CB              | 6  | Lucian Goian (c)      |     |     |     |
| LB              | 18 | Jerry Lalrinzuala     |     |     |     |
| CM              | 28 | Germanpreet Singh     | 5’  | 22’ |     |
| CM              | 15 | Anirudh Thapa         |     |     |     |
| RM              | 27 | André Schembri        |     | 76’ |     |
| OM              | 50 | Rafael Crivellaro     |     |     |     |
| LM              | 7  | Lallianzuala Chhangte |     |     |     |
| CF              | 9  | Nerijus Valskis       |     |     | 69’ |
| A disposizione: |    |                       |     |     |     |
| FW              | 24 | Rahim Ali             |     |     |     |
| MF              | 8  | Edwin Sydney Vanspaul |     | 22’ |     |
| MF              | 10 | Dragoș Firțulescu     |     | 76’ |     |
| DF              | 5  | Masih Saighani        |     |     |     |
| GK              | 1  | Karanjit Singh        |     |     |     |
| MF              | 11 | Thoi Singh            |     |     |     |
| MF              | 22 | Deepak Tangri         |     |     |     |
| Allenatore:     |    |                       |     |     |     |
| Owen Coyle      |    |                       |     |     |     |

### Andamento in campionato
| Giornata  | 1 | 2 | 3  | 4  | 5 | 6 | 7 | 8 | 9 | 10 | 11 | 12 | 13 | 14 | 15 | 16 | 17 | 18 |
| --------- | - | - | -- | -- | - | - | - | - | - | -- | -- | -- | -- | -- | -- | -- | -- | -- |
| Luogo     | T | C | C  | T  | C | C | T | T | C | C  | T  | T  | C  | C  | T  | C  | T  | T  |
| Risultato | P | N | P  | P  | V | N | N | N | V | P  | P  | V  | V  | V  | V  | N  | V  | V  |
| Posizione | 9 | 8 | 10 | 10 | 9 | 9 | 9 | 8 | 8 | 9  | 9  | 7  | 6  | 4  | 5  | 5  | 4  | 4  |

Legenda:

Luogo: C = Casa; T = Trasferta. Risultato: V = Vittoria; N = Pareggio; P = Sconfitta.

### Durand Cup
| Howrah 8 agosto 2019, ore 19:00 UTC+5:30 1ª giornata                            | Gokulam Kerala | 4 – 0 referto | Chennaiyin | Howrah Stadium |
| \| \| \| \| \| Marcus Joseph 39’, 66’, 75’ Henry Kisekka 68’ \| Marcatori \| \| |                |               |            |                |
|                                                                                 |                |               |            |                |
| Marcus Joseph 39’, 66’, 75’ Henry Kisekka 68’                                   | Marcatori      |               |            |                |

| Howrah 17 agosto 2019, ore 19:00 UTC+5:30 2ª giornata | Chennaiyin | Sospesa – referto | TRAU | Howrah Stadium |

| Calcutta 18 agosto 2019, ore 19:00 UTC+5:30 3ª giornata | Chennaiyin | 0 – 0 referto | Indian Air Force | Mohun Bagan Ground |

#### Classifica
|  | Pos. | Squadra          | Pt | G | V | N | P | GF | GS | DR |
|  | ---- | ---------------- | -- | - | - | - | - | -- | -- | -- |
|  | 1.   | Gokulam Kerala   | 9  | 3 | 3 | 0 | 0 | 11 | 1  | 10 |
|  | 2.   | Indian Air Force | 4  | 3 | 1 | 1 | 1 | 1  | 3  | -2 |
|  | 3.   | Chennaiyin       | 2  | 3 | 0 | 2 | 1 | 0  | 4  | -4 |
|  | 4.   | TRAU             | 1  | 3 | 0 | 1 | 2 | 1  | 5  | -4 |